# Croton sesseianus
Espèce
Croton sesseianus est une espèce de plantes à fleurs du genre Croton et de la famille des Euphorbiaceae, présente au Mexique (État de Puebla).
Il a pour synonyme :
- Croton acuminatus, Sessé & Moc., 1894